# Pax Europaea

Etapy rozszerzania Unii Europejskiej w latach (1957-2013)

Etapy rozszerzania NATO w Europie

Pax Europaea (łac.: pokój europejski; od historycznego Pax Romana) – okres względnego pokoju  panujący na obszarze północnej i zachodniej Europy (także Grecji i Turcji) w okresie następującym po drugiej wojnie światowej, często kojarzony przede wszystkim z utworzeniem Unii Europejskiej (UE) i organizacji ją poprzedzających. Po zakończeniu zimnej wojny strefa tego pokoju została rozszerzona na większość państw Europy Środkowej i Wschodniej, z wyjątkiem byłej Jugosławii.
Współpraca transatlantycka i integracja europejska zaplanowane były do utrzymania kruchego powojennego pokoju w Europie. Na kontynencie, stale popadającym w wojny w poprzednich stuleciach, utworzenie w latach pięćdziesiątych Wspólnot Europejskich miało na celu integrację ich członków do takiego stopnia, żeby wojna między nimi nie była możliwa. Wspólnoty Europejskie i inne organizacje, w tym NATO, rozszerzyły się, pokrywając większość Europy Zachodniej, Północnej i Południowej. Europa Wschodnia i część Europy Środkowej, pozostające ze względu na wpływy sowieckie poza tym obszarem, także w zasadzie nie doświadczały konfliktów międzypaństwowych, pomijając wewnętrzne represje (jak np. interwencja radziecka w powstaniu węgierskim), aż do lat dziewięćdziesiątych, kiedy nastąpiła seria wojen związanych z rozpadem Jugosławii oraz rosyjska interwencja wojskowa i secesja mołdawskiego Naddniestrza. Struktury UE były krytykowane za niezdolność do zapobieżenia konfliktowi, chociaż obecnie obszar Bałkanów Zachodnich zabiega o członkostwo w Unii. Do struktur UE należy już Słowenia i Chorwacja, a silne stosunki łączą Unię z Macedonią Północną.
Obecnie Unia Europejska składa się z 27 państw (trzynaście krajów Europy Środkowej i Wschodniej dołączyło w XXI wieku). Ponadto większość krajów w Europie Zachodniej, które pozostają poza UE, związane jest z nią umowami ekonomicznymi i traktatami, takimi jak Europejski Obszar Gospodarczy. W strefie integracji nie było konfliktu od 1945 roku, a więc jest to najdłuższy okres pokoju na kontynencie zachodniej Europy od czasów Pax Romana.